# 罗武庄乡
罗武庄乡，是中华人民共和国云南省楚雄彝族自治州南华县下辖的一个乡镇级行政单位。

## 行政区划
罗武庄乡下辖以下地区：
树密鲊村、羊歇地村、三家村、藏当村、祭龙山村、阿脑村和羊成庄村。